# Як домашній
Як (Bos grunniens) — ссавець з родини бикових, поширений на території Гімалаїв та навколишніх районів.

## Назва
Слово «як» походить від тибетського gyag, яким місцеві жителі позначають самців цих тварин (самиця яких тибетською буде dri або nak).

## Біологія
Висота в холці 180—200 см. Маса дорослих самців до 600 кг. Шерсть густа, рівна, утворює своєрідну «спідничку», що доходить до землі та уберігає від застуди під час відпочинку на холодній землі та снігу. У негоду під «спідничку» ховається маля. Також в завірюху яки ховають самок з малюками у середину стада, так вони захищають їх від негоди. Дикі яки мають виключно чорне забарвлення, домашні бувають бурими та біло-плямистими. Яки мають дуже добре розвинутий нюх; зір та слух звичайно слабкіші. Ноги у них коротші й товстіші, ніж у корови.
Переважна більшість яків одомашнені та утримуються в неволі, проте існує і невелика дика популяція цих тварин.

## Одомашнення

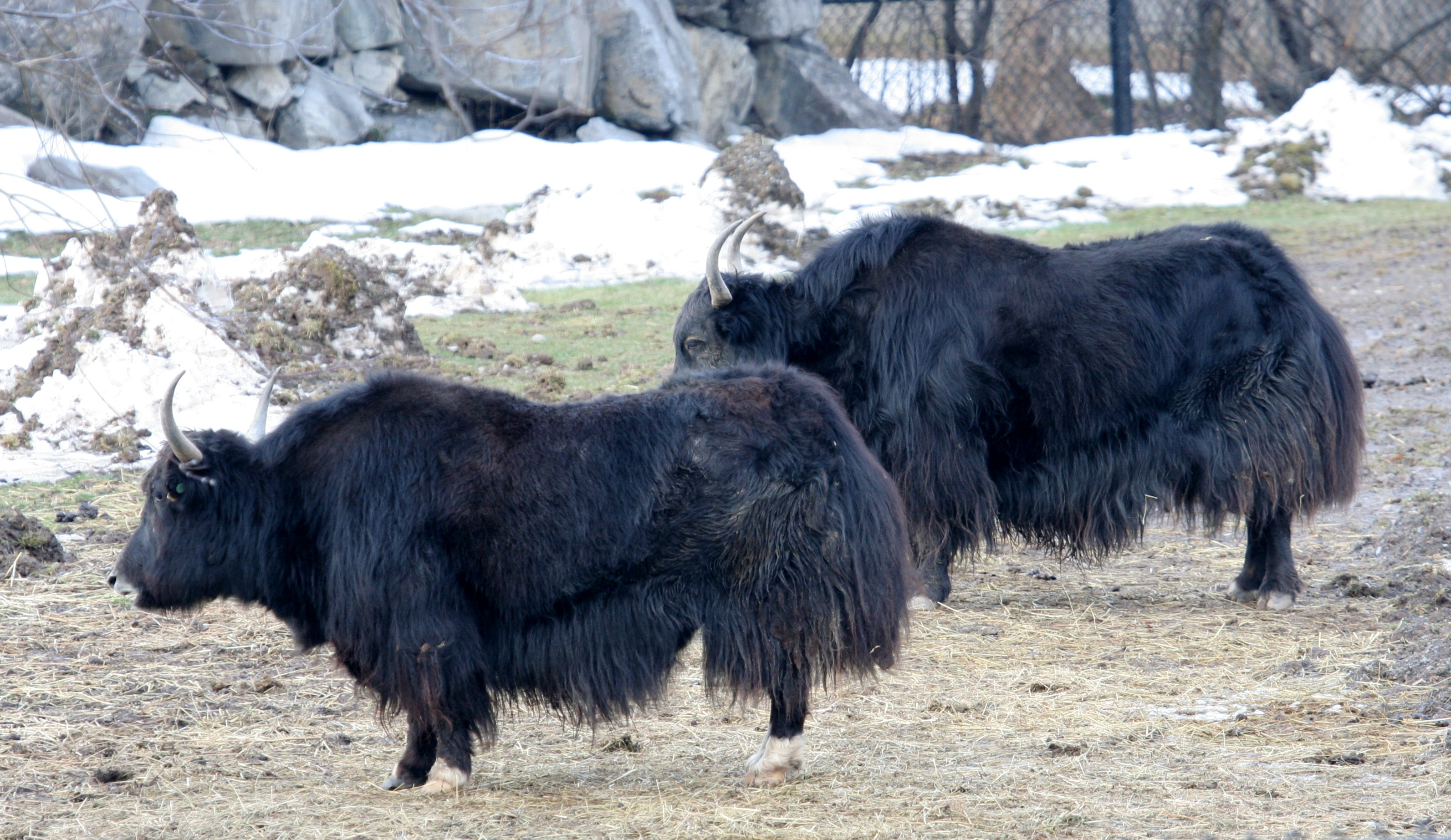
Пара яків у зоопарку

Яка одомашнено у першому тисячолітті до н. е від яка дикого. Домашні яки дрібніші та флегматичніші, розводять їх на Алтаї, в Тибеті, Памірі, Тянь-Шані. Як — незамінна в'ючна тварина, може переносити вантажі вагою до 150 кг, легко долаючи круті схили. Яки перевозять важкі вантажі там, де коні дуже швидко пристають; ними можна зорати землю там, де не проходять трактори. Самиця яка дає усього 2-3 л молока на добу, але його жирність 6-7 %, що у 2 рази більше ніж в коров'ячого. З жирного і смачного молока яків роблять сметану, масло. З шерсті яка виготовляють теплі речі. Стада цих копитних не потребують догляду, вони не бояться вітрів і лютих морозів. Яки дають плідні гібриди з великою рогатою худобою. Корови, які народилися від мішаних батьківських пар — хайнаки, успадковують підвищену жирність молока.

## Розповсюдження
Ареал обмежений Тибетом та деякими районами Середньої Азії. Як заселяє безлісі високогірні щебенисті напівпустелі, що пересікаються долинами з болотами та озерами. У гори підіймаються до 5000 м.

## Спосіб життя
У серпні-вересні яки відходять до межі вічних снігів, зиму проводять у долинах, де можна добути з-під снігу яку-небудь рослинність. Дуже люблять купатися навіть у холодну погоду. Тримаються групами до 3-5 осіб. Старі бики ведуть усамітнений спосіб життя.

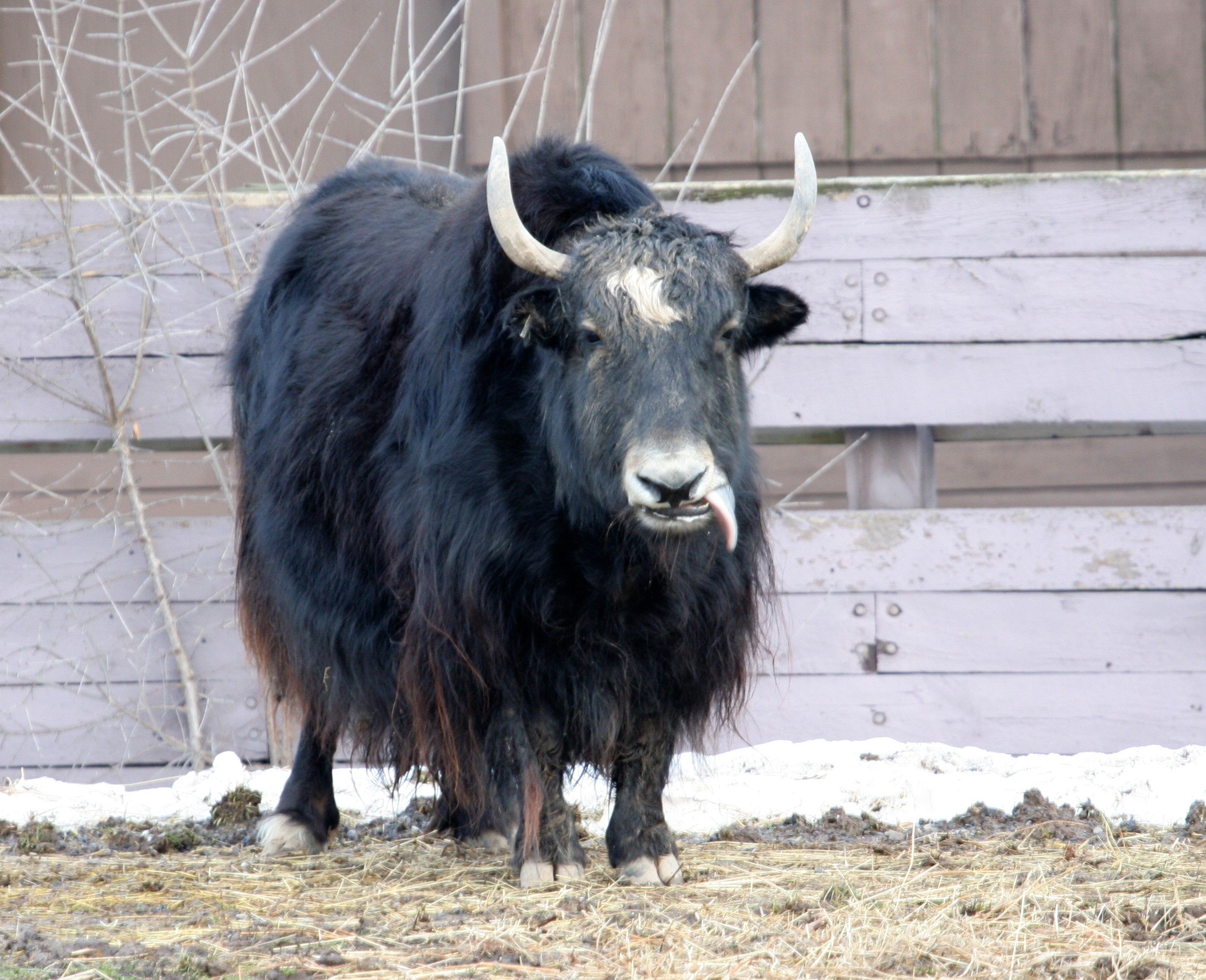
Дикий як

### Харчування
Яки полюбляють пити багато води й лише у крайніх випадках їдять сніг. Неперебірливі, а тому охоче поїдають навіть сухі жорсткі рослини, нерідко викопуючи їх взимку з-під снігу.

### Розмноження
Гін відбувається у вересні-жовтні. Між самцями трапляються жорстокі бійки, іноді зі смертельним наслідком. Після 9 місячної вагітності, у червні народжується одне теля. Малюк не розлучається з матір'ю близько року.